# Copăceni, Sîngerei
Copăceni este satul de reședință al comunei cu același nume  din raionul Sîngerei, Republica Moldova.

## Istorie
Satul Copăceni apare în documentele medievale în  1569 cu denumirea Cubeceanii (denumirea prevenind de la Cobac - un moșier al locului):
„Bogdan voievod, din mila lui Dumnezeu, domn al Țării Moldovei. Iată au venit înaintea noastră și înaintea boierilor noștri moldoveni Sofica și sora ei, Magdalina, fiica Maricăi, și nepoții lor de soră, Nechita și Ieremia, copiii Anușcăi, toți nepoții lui Balco Baișescul, de bunăvoia lor, nesiliți dc nimeni și nici asupriți, și au schimbat ocina și dedina lor și din privilegiu ce a avut răstrăbunicul lor, Balco Băișescul, de la răstrăbunicul nostru, Alexandru voievod, jumătate din a patra parte de sat din Băișești; și au schimbat cu sfantrâposatul părintele domniei mele, Alexandru voievod. Și le-a dat tuturor acestor mai sus scriși, schimb pentru schimb, un sat în ținutul Orheiul, pe Ciulucul Mare, mai sus de Țuțurmac, și de ce cea parte, unde a fost Cobac, și cu iaz și cu mori, care acum se numește Cubeceanii. Care acest sat a fost, din zilele de demult, ocina și dedina noastră dreaptă domnească și au întemeiat acolo acest sat niște oameni, fără știrea noastră domnească. Pentru aceasta, l-am luat de la ei și am schimbat cu acești mai sus scriși.

Și întru aceasta, a binevoit sfântrăposatul părintele domniei mele, Alexandru voievod, și domnia mea de asemenea, și am dat și am miluit sfântă noastră mănăstire nou zidită de la Slatină cu această jumătate din a patra parte de sat din Băișești. ca să fie sfintei noastre mănăstiri de la Slatină, de la noi cu tot venitul.
 
Altul să nu se amestece în fața acestei cărți a noastre.

Scris la Suceava, în anul 7077 <1569> august 12 zile.
Domnul a zis.
Cafa a scris”
Ulterior este atestat cu numele Cobăceani, Cobăceni, Cobăcini.

## Personalități
- Adrian Păunescu - poet, publicist și politician român
- Gheorghe Duca - academician, fost ministru al ecologiei (2001-2004), președintele Academiei de Științe a Moldovei din anul 2004
- Gheorghe Ichim - deputat în Parlamentul Republicii Moldova (Legislatura a XI-a), agricultor, expert hidrotehnic care a blocat cursul unui pârău în satul natal pentru crearea unui lac pentru adăpatul vitelor din sat.